# 아가보디 4세
아가보디 4세(Aggabodhi IV, 616년 ~ 689년 5월 21일)는 673년부터 689년까지 아누라다푸라 왕국을 다스린 왕이다. 그는 형 다토파 티사 2세의 뒤를 이어 아누라다푸라 국왕이 되었고, 우나나가라 하타다타가 그 뒤를 이었다.

## 같이 보기
- 스리랑카의 역사